# Gammabracon nigriseta
Gammabracon nigriseta är en stekelart som först beskrevs av Günther Enderlein 1920.  Gammabracon nigriseta ingår i släktet Gammabracon och familjen bracksteklar. Inga underarter finns listade i Catalogue of Life.